# Philippe Lippens
Philippe Lippens (Gent, 29 september 1910 - Elsene, 14 februari 1989) was een Belgische personaliteit, actief op verschillende domeinen.

## Familie
Philippe Auguste Hubert Marie Ghislain was de zoon van Raymond Lippens (1871-1924) en Ghislaine de Bethune (1889-1969) en de broer van Leon Lippens.
Hij trouwde in 1938 met Marguerite (Daisy) Houtart (1915-2005) en ze kregen twee zoons en twee dochters.

## Levensloop
Philippe Lippens behaalde het diploma van licentiaat in de politieke en sociale wetenschappen.
Kapitein van de Belgische Luchtmacht, nam hij in 1949 deel aan een missie van de Verenigde Naties ter voorbereiding van de onafhankelijke staten Israël en Palestina.
Hij nam deel aan de ontdekking van de Dode-Zeerollen in februari 1949. Hij was de derde persoon die binnentrad in Grot 1 van Qumran.
In 1951 nam hij deel aan een expeditie van archeologische opgravingen in Centraal Arabië.
In 1953 nam hij, in opdracht van de Katholieke Universiteit Leuven, deel aan een opgravingsexpeditie op de site van Qumram. De andere deelnemers waren onder meer St. John Philby en kanunnik Georges Ryckmans en Jacques Ryckmans, professoren aan de KU Leuven.
In latere jaren werd hij Voorzitter van het internationaal hulpbetoon van Caritas Catholica. Hij was ook dijkgraaf van de Nieuwe Hazegras polder in Knokke en bestuurder van de verzekeringsgroep A. G..
In 1965 verkreeg jonkheer Lippens de titel van graaf, overdraagbaar bij eerstgeboorte.

## Publicatie
- Expédition en Arabie Centrale, Préface de H. St J.B. Philby, Avant-Propos par G. Ryckmans, Ed Adrien-Maisonneuve,Paris, 1956
- Lucien DENDOOVEN, Aantekeningen over de Nieuw-Hazegras-Polder te Knokke: 1784-1965. Samengesteld op initiatief en met de medewerking van Philippe Lippens, Tielt, 1968.